# Segunda División de México 1955-56
La Temporada 1955-56 de la Segunda División de México fue el sexto torneo de la historia de la segunda categoría del fútbol mexicano. Se disputó entre los meses de julio de 1955 y enero de 1956. Contó con la participación de trece equipos diferentes. El Monterrey fue el campeón de la categoría logrando su ascenso a la primera división.

## Cambios
- Atlas ascendió a primera división, al igual que Cuautla y Zamora que también fueron promocionados al máximo circuito por una expansión de equipos en la categoría.
- Marte descendió desde el máximo circuito.
- Montecarlo de Irapuato ingresó a la liga como nuevo equipo.
- Tras un año de ausencia el Oviedo regresó a la competencia, pero cambió de sede a Tlalnepantla, Estado de México.
- El Club Deportivo Anáhuac desapareció antes de iniciar la temporada.

## Formato de competencia
Los trece equipos compiten en un grupo único, todos contra todos a visita recíproca. Se coronaria campeón el equipo con la mayor cantidad de puntos y así conseguir el ascenso; si al final de la campaña existiera empate entre dos equipos en la cima de la clasificación, se disputaría un duelo de desempate para definir al campeón, esto claro sin considerar de por medio ningún criterio de desempate.

## Equipos participantes

### Equipos por Entidad Federativa
| Entidad Federativa | N.º | Equipos                            |
| ------------------ | --- | ---------------------------------- |
| Guanajuato         | 3   | Celaya, Montecarlo y San Sebastián |
| Distrito Federal   | 2   | IPN y UNAM                         |
| Estado de México   | 2   | Independiente y Oviedo             |
| Michoacán          | 2   | La Piedad y Morelia                |
| Nuevo León         | 1   | Monterrey                          |
| Coahuila           | 1   | Laguna                             |
| Morelos            | 1   | Marte                              |
| Querétaro          | 1   | Querétaro                          |

### Información sobre los equipos participantes
| Equipo                  | Ciudad                           | Estadio                      |
| ----------------------- | -------------------------------- | ---------------------------- |
| Celaya                  | Celaya, Guanajuato               | Miguel Alemán Valdés         |
| I.P.N.                  | México, D.F.                     | Olímpico Universitario       |
| Independiente de Toluca | Toluca, Estado de México         | Héctor Barraza               |
| La Piedad               | La Piedad, Michoacán             | Juan N. López                |
| Laguna                  | Torreón, Coahuila                | San Isidro                   |
| Marte                   | Cuernavaca, Morelos              | Deportivo Morelos            |
| Monterrey               | Monterrey, Nuevo León            | Tecnológico                  |
| Morelia                 | Morelia, Michoacán               | Campo Morelia                |
| Montecarlo de Irapuato  | Irapuato, Guanajuato             | Revolución                   |
| Oviedo de Tlalnepantla  | Tlalnepantla, Estado de México   | Campo deportivo Tlalnepantla |
| Querétaro               | Santiago de Querétaro, Querétaro | Municipal de Querétaro       |
| San Sebastián           | León, Guanajuato                 | La Martinica                 |
| U.N.A.M.                | México, D.F.                     | Olímpico Universitario       |

## Clasificación
| Pos. | Equipo        | Pts. | PJ | G  | E | P  | GF | GC | Dif. | Clasificación              |
| ---- | ------------- | ---- | -- | -- | - | -- | -- | -- | ---- | -------------------------- |
| 1    | Monterrey (C) | 34   | 24 | 13 | 8 | 3  | 42 | 31 | +11  | Ascenso a Primera División |
| 2    | La Piedad     | 33   | 24 | 13 | 7 | 4  | 40 | 24 | +16  |                            |
| 3    | Morelia       | 32   | 24 | 13 | 6 | 5  | 38 | 20 | +18  |                            |
| 4    | Celaya        | 32   | 24 | 13 | 6 | 5  | 41 | 26 | +15  |                            |
| 5    | Querétaro     | 31   | 24 | 12 | 7 | 5  | 53 | 28 | +25  |                            |
| 6    | Laguna        | 28   | 24 | 12 | 4 | 8  | 48 | 33 | +15  |                            |
| 7    | Montecarlo    | 27   | 24 | 13 | 1 | 10 | 44 | 40 | +4   |                            |
| 8    | UNAM          | 22   | 24 | 8  | 6 | 10 | 32 | 35 | −3   |                            |
| 9    | IPN           | 21   | 24 | 6  | 9 | 9  | 30 | 34 | −4   |                            |
| 10   | San Sebastián | 19   | 24 | 6  | 7 | 11 | 34 | 42 | −8   |                            |
| 11   | Oviedo        | 14   | 24 | 5  | 4 | 15 | 27 | 42 | −15  |                            |
| 12   | Independiente | 12   | 24 | 4  | 4 | 16 | 28 | 54 | −26  |                            |
| 13   | Marte         | 7    | 24 | 1  | 5 | 18 | 23 | 71 | −48  |                            |

 Fuente: RSSSF
Criterios de clasificación: Puntos · Diferencia de goles · Goles a favor · Play-off
|                                |
| Monterrey Campeón 1.er título. |

## Resultados
| Local \ Visitante | CEL | IND | IPN | LPD | LAG | MAR  | MTC | MTY | MOR | OVI | QUE | SSE | UNM |
| ----------------- | --- | --- | --- | --- | --- | ---- | --- | --- | --- | --- | --- | --- | --- |
| Celaya            | —   | 0–0 | 2–1 | 2–0 | 3–2 | 4–1  | 3–2 | 0–0 | 2–1 | 3–1 | 1–2 | 2–0 | 1–0 |
| Independiente     | 0–2 | —   | 2–2 | 1–2 | 2–4 | 6–1  | 0–2 | 0–4 | 2–3 | 2–3 | 1–4 | 1–0 | 3–1 |
| IPN               | 1–1 | 1–2 | —   | 1–3 | 0–0 | 0–0  | 2–3 | 1–1 | 1–2 | 2–1 | 1–1 | 1–3 | 1–1 |
| La Piedad         | 1–1 | 1–0 | 2–3 | —   | 3–1 | 3–1  | 2–0 | 2–2 | 3–1 | 2–1 | 1–1 | 2–1 | 2–0 |
| Laguna            | 1–1 | 8–1 | 2–1 | 1–1 | —   | 5–1  | 6–3 | 0–0 | 2–1 | 3–0 | 2–1 | 3–0 | 2–3 |
| Marte             | 1–2 | 2–2 | 1–1 | 0–2 | 0–2 | —    | 1–2 | 4–7 | 1–2 | 3–2 | 1–2 | 2–2 | 0–2 |
| Montecarlo        | 2–1 | 3–0 | 1–3 | 1–0 | 2–0 | 3–0  | —   | 3–2 | 1–0 | 3–2 | 1–2 | 4–1 | 1–3 |
| Monterrey         | 2–1 | 3–2 | 2–1 | 0–0 | 2–0 | 2–0  | 3–2 | —   | 1–0 | 0–0 | 2–2 | 1–0 | 2–1 |
| Morelia           | 1–0 | 2–0 | 1–1 | 1–0 | 2–0 | 4–1  | 2–1 | 5–0 | —   | 4–1 | 0–0 | 1–0 | 2–0 |
| Oviedo            | 0–1 | 3–1 | 0–1 | 1–2 | 2–1 | 2–0  | 0–1 | 1–2 | 1–1 | —   | 1–0 | 1–2 | 1–1 |
| Querétaro         | 3–2 | 2–0 | 1–2 | 2–2 | 3–0 | 10–0 | 3–1 | 1–2 | 0–0 | 4–2 | —   | 1–1 | 5–2 |
| San Sebastián     | 4–4 | 1–0 | 1–2 | 1–1 | 1–2 | 2–2  | 1–1 | 4–1 | 1–1 | 3–1 | 3–1 | —   | 1–2 |
| UNAM              | 1–3 | 0–0 | 1–0 | 1–3 | 1–2 | 2–0  | 3–1 | 1–1 | 1–1 | 0–0 | 0–2 | 5–1 | —   |